# Conann, la Bàrbara
Conann és una pel·lícula dramàtica retrofuturista i psicològica franco-belga-pel·lícula luxemburguesa escrita i dirigida per Bertrand Mandico, estrenada el 2023. Ha estat subtitulada al català.
La pel·lícula és una reinterpretació lliure i feminista del personatge Conan creat per Robert E. Howard l'any 1932.

## Argument
Una dona entra a l'infern. És guiada per Rainer, un gos demoníac, guardià de l'infern. Aquest últim el presenta a Conann, la reina dels bàrbars, la més cruel. Rainer, amb la seva càmera, porta la Conann al món dels records de les seves vides i del que la converteix en la immillorable reina dels bàrbars. En un passat prehistòric fantàstic, un jove Conann és brutalitzada per bàrbars liderats per la seva reina Sanja. La seva mare és assassinada i Conann jura venjança.

## Repartiment
- Elina Löwensohn : Rainer
- Françoise Brion : Conann Reina / la morta
- Nathalie Richard : Conann,  55 anys[5]
- Agata Buzek : Conann, 45 anys
- Sandra Parfait : Conann, 35 anys
- Christa Theret : Conann,  25 anys
- Claire Duburcq : Conann,  15 anys
- Julia Riedler : Sanja
- Christophe Bier : Octavia
- Audrey Bonnet : Cimère
- Yuming Hey : Ex Turil 21
- Karoline Rose Sun : Ultra Lux
- Louise Manteau: una bàrbar / uns soldat

## Reconeixements
La pel·lícula es va estrenar al programa de la Quinzena de Cineastes al 76è Festival Internacional de Cinema de Canes, on va competir per la Palma Queer.